# Ільхан Гюлер
Ільхан Рамазан Гюлер (тур. Ilhan Ramazan Güler) — турецький боксер, призер чемпіонату світу.

## Аматорська кар'єра
Ільхан Гюлер брав участь в різних міжнародних турнірах з боксу наприкінці 1980-х років — початку 1990-х років.
На чемпіонаті Європи 1989 в категорії до 51 кг переміг одного суперника, а в чвертьфіналі програв Красимиру Чолакову (Болгарія).
На чемпіонатах світу 1989 і 1991 в категорії до 54 кг програв в першому бою.
На чемпіонаті світу 1993 завоював бронзову медаль, після перемог над Кассіусом Балоі (ПАР) і Тімофеєм Скрябіним (Молдова) програвши в півфіналі Александру Христову (Болгарія) — 0-8.
На чемпіонаті Європи 1993 програв в першому бою.
На Іграх доброї волі 1994 програв в першому бою Раїмкулю Малахбекову (Росія).